# Ruehl No.925
RUEHL No.925, o simplemente como RUEHL (escrita en mayúscula, pronunciado como "rul"), era una tienda estadounidense exclusiva de  Abercrombie & Fitch Co.. Estaba inspirada en el patrimonio artístico y cultural de Greenwich Village en la Ciudad de Nueva York. La marca estaba designada para una clientela de colegiales entre los 22 hasta los 35 años, manteniendo a los consumidores más jóvenes exclusivamente para A&F Co. RUEHL vendía sus prendas de vestir, artículos de cuero y accesorios de estilo de vida a través de sus tiendas y ruehl.com.

## Historia

### Ficción
Según un material publicitario de Abercrombie & Fitch, RUEHL viene de:
En los años 1850, la familia alemana Ruehl inmigró a West Village (una división de Greenwich Village). Allí, se movieron a 921 Greenwich Street y abrieron una tienda de artículos de cuero. Sus primeros clientes fueron un poco "inquisitivos" que caminaban con perros bulldogs, una "conducta firme" y una "actitud seria". Después la tienda se volvió popular, y los Ruehls tuvieron excelentes ganancias. Después el hijo de Ruehl's se movió al lado en el No.923 y empezó su negocio. Al ser inspirado por la moda de James Dean y su trabajo, él introdujo los pantalones RUEHL. Después de eso, el nieto, se trasladó a la dirección actual de 925 Greenwich Street, reuniendo todos los elementos anteriores del negocio y los intereses de los aspectos finos de la vida; libros, música, y arte. En 2002, Abercrombie & Fitch compró los derechos para usar el nombre de la familia.
La historia de arriba es totalmente ficticia, ya que no existe un edificio que sea más alto del 800 en la calle Greenwich y tampoco se tiene información de que se halla establecido una familia Ruehl en la villa. La historia no está disponible para que los clientes la lean, sin embargo fue creada para ayudar en los elementos de la marca RUEHL. La estructura de la tienda consiste en tres pasillos con un perro bulldog como su logo. El nombre de la Familia "Ruehl" es en realidad una variación del apellido alemán "Ruhl." Además, el nombre de "RUEHL No.925" significa el título de una residencia ocupada (por la ficticia Familia Ruehl).

### Desarrollo y apertura
El presidente ejecutivo de Abercrombie & Fitch, Mike Jeffries, dijo que RUEHL tomó muchos años de planeamiento, principalmente en la atmósfera de la tienda e imagen. Inicialmente, la empresa (A&F) había decidido en mantener en secreto el cuarto concepto al público. Ni siquiera los propietarios se les dijo sobre el nuevo concepto. John C. Shroder (COO de las operaciones de Westfield San Francisco Center de EE. UU.) confesó que por la reputación de A & F se decidió  "firmar para guardar el secreto de RUEHL". El entonces Gerente de Operaciones de Abercrombie & Fitch le preguntó, "¿Nos ayudarías a preparar el espacio? Pero no podemos decirte lo que es.."
Finalmente RUEHL No.925 abrió el 24 de septiembre de 2004 con tres ubicaciones. Estas tres estaban localizadas en Woodfield Mall (Illinois), Garden State Plaza (Nueva Jersey) y el International Plaza (Florida). Diseñado para tener un ambiente parecido a Greenwich Village, RUEHL presentó un nuevo, y "más sofisticado" estilo de vida que cualquier otra marca de Abercrombie & Fitch. En la introducción y el tour de la prensa en la ubicación de Garden State Plaza, Jeffries se dio cuenta de que RUEHL era "la fantasía de lo que es graduarse de la universidad e ir a Nueva York y hacerlo. Es la fantasía de Nueva York." Él también se refirió repetidas veces a RUEHL como "la película" por su elaborado y buen diseño. El prototipo de esta vez era una tienda de dos pisos midiendo 9,500 ft2. Debido a su forma estructural y tamaño, se hizo difícil conseguir ubicaciones capables de albergar el nuevo protipo.
Mike Jeffries no lanzó una página web hasta que se abrió RUEHL. Él quería atraer a los clientes a las tiendas y que mirasen la atmósfera RUEHL. Lo que se lanzó fue una página oficial de informativa en la que se listaban las tiendas, revisadas por pólizas online, y se les permitió subscribirse para recibir noticias sobre RUEHL. Los precios iniciales fueron un 30% más altos que los de Abercrombie & Fitch (e.j. los blue jeans destruidos costaban $148.00 USD). Muchos clientes criticaron a la tienda por los altos precios para los jóvenes profesionales que inician sus carreras con ingresos bajos.

### Post-apertura
En junio de 2005, el escritor Alex Kuczynski publicó un artículo para el The New York Times sobre su experiencia en la tienda de Garden State Plaza. Ella describió la fachada como "algo provocativo y diferente," y comparó la bienvenida de la tienda con un "club nocturno para clientes guapos." Kuczynski escribió que aunque la imagen de RUEHL es llamativa, "inténtalo como puedas, el nombre no suena bien.". Ella también criticó las técnicas de iluminación, diciendo que las "personas de entre 20 y 30 años" aspirando a tener la altura que RUEHL supone promover, nunca pondrán el esfuerzo para encontrar una prenda de su tamaño correcto, o mucho menos gastar 10 minutos tratando de adivinar el color de una falda" y la oscuridad ayuda muy poco a la tienda. No obstante, ella dijo que el precio de la mercancía de RUEHL está "razonable" y "vale el tiempo y el dinero."
A inicios de 2007, ruehl925.com pasó a ser ruehl.com y se actualizó como una página Adobe Flash Player. También, para acomodar la expansión, de una nueva tienda que mediría 7,200 ft2.Este nuevo prototipo incluye las ventas de un solo nivel, la reducción de los costos de construcción y aumentar las oportunidades para garantizar las ubicaciones. El 25 de octubre de 2007 se lanzó una tienda limitada en línea. La tienda vendió fragancias y bolsos en una cantidad de estilos limitados. A finales del año, en un esfuerzo para retener al consumidor, los precios de la ropa de RUEHL eran un poco más bajos con una mínima diferencia del 10-15% entre Abercrombie & Fitch y RUEHL No.925. A&F bajó los precios de los jeans para hacer una diferencia de $10 entre sus pantalones y RUEHL's. El 30 de enero de 2008 se lanzó la tienda en línea de RUEHL.

## Tiendas

### Diseño

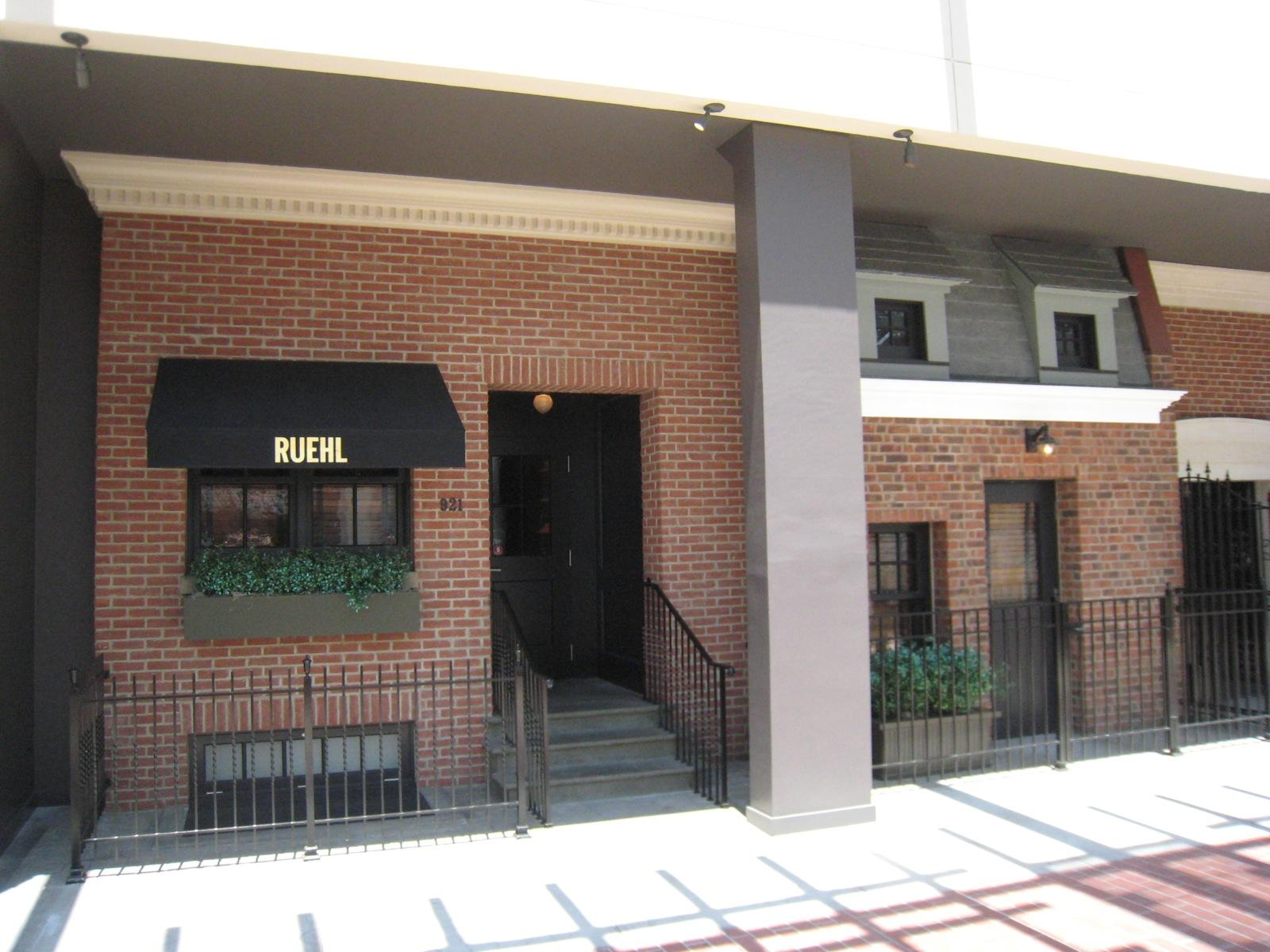
La entrada de No.925 en Fashion Valley Mall San Diego

Una típica tienda RUEHL No.925 está estructurada en tres, dos pisos de ladrillos rojos. Las ventanas artificial contienen cajas de flores, y un toldo negro en la 3.ª fachada dice: "RUEHL". En torno a las fachadas están vallas de hierro forjado.  Parecido a un hogar de Greenwich Street, un pasillo de concreto está en frente de la tienda, que lleva a las tres entradas. En su interior, la tienda está organizada con más de diez salones. En la entrada principal, se encuentra un gran corredor en la cual divide a los departamentos de ropa masculina y femenina. El piso es marrón oscuro. En el final del pasillo, está una cama turca rodeada con libros y pinturas modernas. Las pinturas y las fotografías publicitarias están mostradas como si estuvieran en una galería de arte. La mercancía está en estantes de libros y mesas. Algunos estantes tienen copias de libros antiguos en venta, de autores como Jackson Pollock y Willem de Kooning La mercancía está alumbrada con lámparas. En la parte trasera de la tienda está localizada la caja registradora, también conocida como el Garage, y está diseñada con paredes de ladrillos y luces oscuras, y ventanas que representan el exterior usando técnicas de luces inteligentes. También están disponibles CD para venderse en caso de que alguien los compre y algunas tiendas tienen sus propios quemadores.
A diferencia de sus tiendas hermanas, RUEHL ofrece una incontrovertible única y completa experiencia. Los elementos del interior de la tienda establecen una originalidad de yuxtaposición moderna con aspectos de los únicos del pasado artístico y cultural de Greenwich Village. La música mixta de la marca intenta emplear un salón moderno con música Downtempo con tonos de jazz para personificar la influencia del jazz de la villa. Las pinturas de arte moderna mostradas en la tienda son de artistas nostálgicos de inicios del siglo XX. La tenue iluminación proyecta una imagen de lujo en el mundo textil, y lo mismo ocurre con el persistente aroma de la opulenta Firma. En las palabras de A&F, "La decoración clásica y el ambiente opulento crea un estilo de vida lujoso dentro de esta iluminación de West Village brownstone."
Las políticas de RUEHL prohíbe fotografiar la fachada exterior. Al menos una tienda RUEHL, en el The Domain Mall, es conocida por emplear a personal para estar en la entrada de la puerta y prohibir la entrada a fotógrafos. Esa aplicación es inaceptable, porque fotografiar el interior de un edificio o desde un lugar público no constituye una infracción del derecho de autor en virtud del derecho de autor de Estados Unidos:

El derecho de autor en una obra arquitectónica que se ha construido no incluye el derecho a impedir la fabricación, distribución o exhibición de imágenes pública, pinturas, fotografías, u otras representaciones pictóricas de la obra, si el edificio en el que el trabajo está consagrado está situado o visible habitualmente desde un lugar público. 17 U.S.C. § 120(a). -- www.law.cornell.edu

### Futura clausura de Ruehl
El 17 de junio de 2009, Abercrombie & Fitch anunció que cerraría todas las tiendas 29 Ruehl al final del año fiscal (enero de 2010).
Muchas de las tiendas fueron notificadas sobre su futura clausura en enero de 2010, poco después de la temporada navideña. Algunas ubicaciones serán tomadas por las tiendas de lencería de Abercrombie & Fitch, Gilly Hicks.

### Tiendas actuales
La mayoría de las tiendas están localizadas en lujosos centros comerciales en el país, por lo que atrae a una clientela con ingresos más altos en vez de compradores con ingresos moderados. RUEHL opera veinte y cuatro tiendas y una tienda de accesorios. La tienda de accesorios de 600 ft2 es diferente, sin embargo, es la única que vende mercancía de cuero hecha a mano. Está localizada en West Village, Ciudad de Nueva York en 370 Bleecker Street (e Bleecker entre Charles y Perry).
Tiendas ordenadas por estado.
| - Canoga Park, California / Topanga Plaza - San Diego, California / Fashion Valley Mall - San Francisco, California / Westfield San Francisco Centre - Glendale, California / Americana at Brand - Aventura, Florida / Aventura Mall - Tampa, Florida / International Plaza and Bay Street - Honolulu, Hawái / Ala Moana Center - Oak Brook, Illinois / Oakbrook Center - Schaumburg, Illinois / Woodfield Mall - Annapolis, Maryland / Annapolis Mall - Burlington, Massachusetts / Burlington Mall - Natick, Massachusetts / Natick Collection - Novi, Míchigan / Twelve Oaks Mall - Bloomington, Minnesota / Mall of America - Las Vegas, Nevada / Fashion Show Mall - Frehold, Nueva Jersey / Freehold Raceway Mall | - Paramus, Nueva Jersey / Garden State Plaza - Garden City, Nueva York / Roosevelt Field Mall - Lake Grove, Nueva York / Smith Haven Mall - Nueva York, Nueva York / Bleecker Street - Columbus, Ohio / Easton Town Center - Tigard, Oregón / Washington Square Mall - Austin, Texas / The Domain - Dallas, Texas / Galleria Dallas - McLean, Virginia / Tysons Corner Center |

### Aperturas en 2008
El potencial para abrir más tiendas RUEHL en los EE. UU. es el de abrir 250. Mike Jeffires anticipó que el número de tiendas RUEHL No.925 podría ser de hasta 300 tiendas en un futuro. A&F corporate abrió seis tiendas RUEHL en el 2008. Las siguientes tiendas que abrieron fueron:
- Búfalo, Nueva York / Walden Galleria[14]
- Thousand Oaks, California / The Oaks[15]